# Stella multipla

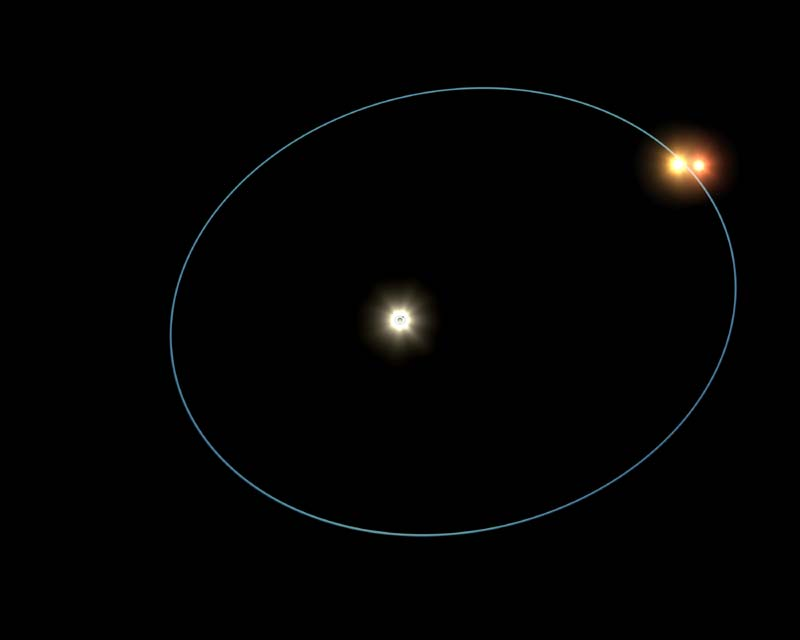
Un disegno artistico di HD 188753, un sistema stellare triplo

Una stella multipla è un sistema composto da tre o più stelle, che appaiono dalla Terra vicine fra loro nel cielo. Ciò può essere dovuto o al fatto che le stelle sono effettivamente fra loro vicine e legate gravitazionalmente o a una vicinanza apparente per pure ragioni di prospettiva. Nel primo caso, si parla di una stella multipla fisica, nel secondo di una multipla ottica. Le multiple fisiche sono chiamate anche sistemi stellari multipli.
La maggior parte dei sistemi stellari multipli sono stelle triple. Sistemi stellari quadrupli, quintupli, sestupli, ecc. sono via via statisticamente meno probabili. Le stelle multiple si pongono a metà strada fra le stelle binarie, sistemi stellari formati da due stelle in un'orbita stabile, e gli ammassi aperti, formati da 100-1000 stelle, che hanno dinamiche molto complesse. Le stelle multiple sono divisibili in due sottotipi, i sistemi gerarchici e i trapezi: i primi sono più vicini alle stelle binarie, i secondi agli ammassi aperti. Molte stelle multiple sono organizzate in maniera gerarchica, con orbite più piccole inserite in orbite più grandi. In sistemi simili le interazioni fra le orbite sono trascurabili e ciò li rende stabili. Invece altri sistemi multipli, chiamati trapezi, solitamente molto giovani, sono instabili. Si pensa che i trapezi si originino all'interno delle regioni di formazione stellare e che si dividano presto in sistemi multipli stabili. Nel processo di separazione alcune componenti del sistema possono venire espulse e diventare stelle fuggitive. I trapezi hanno preso il loro nome dall'Ammasso del Trapezio, situato al centro della Nebulosa di Orione.

## Sistemi gerarchici

### Sistemi tripli
In un sistema triplo fisico, ogni stella orbita intorno al centro di massa del sistema. Di solito, due delle stelle formano un sistema binario stretto, mentre la terza orbita a una distanza molto maggiore. Questa disposizione è chiamata gerarchica. Se infatti le orbite fossero comparabili quanto a grandezza, il sistema diverrebbe dinamicamente instabile e una delle componenti sarebbe espulsa da esso. Le stelle triple ottiche possono comprendere una coppia fisica e una "compagna ottica", come β Cephei, o più raramente tre "compagne ottiche", come γ Serpentis.

### Molteplicità maggiori

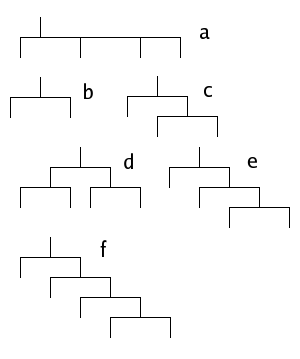
Diagrammi a pendente: (a) multiplo; (b) semplice, sistema binario; (c) semplice, sistema triplo; (d) semplice, sistema quadruplo, gerarchia 2; (e) semplice, sistema quadruplo, gerarchia 3; (f) semplice, sistema quintuplo, gerarchia 4.

I sistemi multipli gerarchici con più di tre stelle possono produrre disposizioni molto complicate, che possono essere illustrate da quelli che Evans (1968) ha chiamato diagrammi a pendente. Sono infatti simili ai pendenti ornamentali che vengono attaccati al soffitto. Alcuni esempi sono riportati nella figura di sinistra. Ogni livello del diagramma illustra la suddivisione del sistema in due o più sottosistemi. Evans chiama un diagramma multiplo se un nodo ha più di due figli, cioè se la suddivisione del sistema comporta due o più orbite di grandezza comparabili. Come è stato già detto a proposito delle stelle triple, i sistemi a diagramma multiplo possono essere instabili, sicché i sistemi a diagramma semplice sono di gran lunga più comuni. Ciò significa che ogni livello avrà probabilmente solo due figli. Evans chiama il numero dei livelli nel diagramma la sua gerarchia.
Un diagramma semplice di gerarchia 1, come quello in (b), descrive un sistema binario.
Un diagramma semplice di gerarchia 2 può descrivere un sistema triplo, come quello in (c), o quadruplo, come quello in (d).
Un diagramma semplice di gerarchia 3 può descrivere un sistema avente un numero di componenti compreso fra quattro e otto. Il diagramma (e) mostra un esempio di sistema quadruplo di gerarchia 3, formato da una componente singola che orbita intorno a un sistema binario, in cui una delle due componenti è formata da un sistema binario più stretto.
Un esempio di sistema di gerarchia 3 è Castore (α Geminorum). È formato da una binaria visuale, le cui due componenti sono a loro volta due binarie spettroscopiche. Questo sistema quadruplo di gerarchia 2, rappresentabile con il diagramma (d), è legato gravitazionalmente a una debole componente, più distante, che è a sua volta un sistema binario formato da due nane rosse. Si è quindi in presenza di un sistema sestuplo di gerarchia 3.
La gerarchia massima nel Multiple Star Catalogue (MSC) di A. A. Tokovinin del 1999 è 4. Per esempio, Gliese 644A e Gliese 644B formano un sistema binario visuale; poiché Gliese 644B è una binaria spettroscopica, ciò porta le componenti a tre. Il sistema triplo è legato a un'ulteriore componente più distante, Gliese 643. Infine, Gliese 644C, ancora più distante, condivide il suo moto proprio con Gliese AB e quindi si pensa che sia anch'essa legata al sistema. Si tratta quindi di un sistema quintuplo, di livello 4, che è rappresentabile dal diagramma (f).
Sono possibili gerarchie di grado più alto. La maggior parte di queste gerarchie di alto livello è sottoposta a perturbazioni interne. Si pensa che questi sistemi siano portati a sciogliersi con il tempo in più comuni sistemi tripli o quadrupli.

## Trapezi
La seconda sottoclasse delle stelle multiple è rappresentata dai giovani trapezi, chiamati così per via del loro prototipo, l'Ammasso del Trapezio, al centro della Nebulosa di Orione. Sistemi di questo tipo si trovano frequentemente nelle vicinanze o all'interno delle nebulose brillanti. Le loro stelle non presentano una gerarchia definita, competono fra loro per le orbite stabili e il centro di massa del sistema non è fisso, ma cambia al mutare delle posizioni delle stelle. Di conseguenza, essi non sono di solito sistemi stabili e alcune componenti possono essere espulse nello spazio interstellare ad alta velocità. Il verificarsi di eventi come questi può spiegare l'esistenza di almeno alcune delle stelle fuggitive, che sono state espulse in seguito alla collisione di due stelle binarie o di due sistemi multipli. Un caso di stelle fuggitive collegate fra loro è rappresentato da AE Aurigae, 53 Arietis e Mu Columbae, che stanno allontanandosi l'una dall'altra a velocità superiori a 100 km/s. Percorrendo a ritroso i cammini compiuti da queste stelle, si può osservare che essi si intersecano nei pressi dell'Ammasso del Trapezio, da cui sono state espulse circa 2 milioni di anni fa

## Designazioni e nomenclatura

### Designazioni delle stelle multiple
Le componenti delle stelle multiple possono essere denominate aggiungendo i suffissi A, B, C, ecc., al nome del sistema. Suffissi come AB possono essere utilizzati per denotare la coppia formata da A e B. La sequenza di lettere B, C, ecc. viene di solito assegnata in base alla separazione dalla componente A. Le componenti scoperte vicino a componenti già osservate possono ricevere i suffissi Aa, Ba e così via.

### Nomenclatura nei cataloghi di stelle multiple

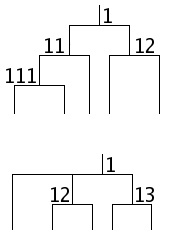
Sistema di notazione del Multiple Star Catalogue di Tokovinin.

Il Multiple Star Catalogue di A. A. Tokovinin usa un sistema di notazione in cui ogni sottosistema nel diagramma a pendente è designato da una sequenza di cifre. Per esempio, nel diagramma (d) della figura sopra il sistema più grande riceve il numero 1, mentre il sottosistema che contiene la primaria riceve il numero 11 e quello che contiene la secondaria il 12. I sottosistemi contenuti nei due più grandi ricevono numeri di tre, quattro o più cifre. Quando questo metodo di notazione viene utilizzato per descrivere sistemi non gerarchici, lo stesso numero viene utilizzato per designare più sottosistemi. Per esempio, un sistema con tre componenti visuali, A, B e C, nessuna delle quali può essere raggruppata in sottosistemi, presenterà due sottosistemi designati con il numero 1: le binarie AB e AC. Se le componenti B e C dovessero a loro volta rivelarsi delle binarie, riceverebbero i numeri 12 e 13.

### Discussioni sulla nomenclatura delle stelle multiple
La nomenclatura corrente delle stelle doppie e multiple può causare confusione perché le stelle doppie scoperte con differenti metodi ricevono designazioni differenti (per esempio, la designazione dello scopritore per le binarie visuali, la nomenclatura delle stelle variabili per le binarie a eclisse) e perché le lettere possono essere assegnate in modo differente da studiosi diversi. A partire dal 1999 sono nate discussioni su come affrontare questo problema, che hanno portato a quattro proposte:
- KoMa, uno schema gerarchico che usa lettere maiuscole e minuscole nonché numerali arabi e romani;
- The Urban/Corbin Designation Method, uno schema numerico gerarchico simile alla classificazione decimale Dewey[26];
- The Sequential Designation Method, uno schema non gerarchico in cui alle componenti vengono assegnati numeri in ordine di scoperta[27];
- WMC, the Washington Multiplicity Catalog, uno schema gerarchico in cui i suffissi utilizzati nel Washington Double Star Catalog sono estesi mediante ulteriori lettere e numeri

I sistemi di designazione gerarchica hanno il vantaggio di permettere più facilmente l'identificazione dei sottosistemi e il calcolo delle loro proprietà. D'altra parte tali sistemi hanno problemi quando vengono scoperte componenti ulteriori a livelli superiori o intermedi rispetto a quelli già conosciuti: in tal caso infatti va cambiata tutta la gerarchia o, quanto meno, una sua parte, con la conseguente riassegnazione dei simboli. Simili problemi intervengono quando alcune componenti sono scoperte appartenere a sottosistemi differenti da quelli a cui erano state inizialmente assegnate o sono scoperte non esistere affatto.
Durante la 24ª assemblea generale dell'Unione Astronomica Internazionale nel 2000, le Commissioni 5, 8, 26, 42 e 45 hanno deciso di adottare lo schema WMC e di espanderlo in modo da renderlo uniforme e facilmente utilizzabile. È stato anche preparato un catalogo parziale di stelle multiple che usa lo schema WMC e che copre un'ascensione retta di mezz'ora. La questione è stata ulteriormente discussa nella 25ª assemblea generale nel 2003, dove le stesse Commissioni hanno riconfermato le decisioni precedenti.
Il catalogo parziale è organizzato gerarchicamente e la gerarchia è basata sui periodi orbitali e sulle separazioni delle componenti. Essa contiene molte binarie visuali, quindi le gerarchie potrebbero essere solo apparenti. Utilizza le lettere latine maiuscole (A, B, ...) per il primo livello della gerarchia, le lettere latine minuscole (a, b, ...) per il secondo livello e i numeri arabi (1, 2, ...) per il terzo. I livelli successivi dovrebbero alternare lettere minuscole e numeri, ma il catalogo non riporta alcun esempio simile.

## Esempi

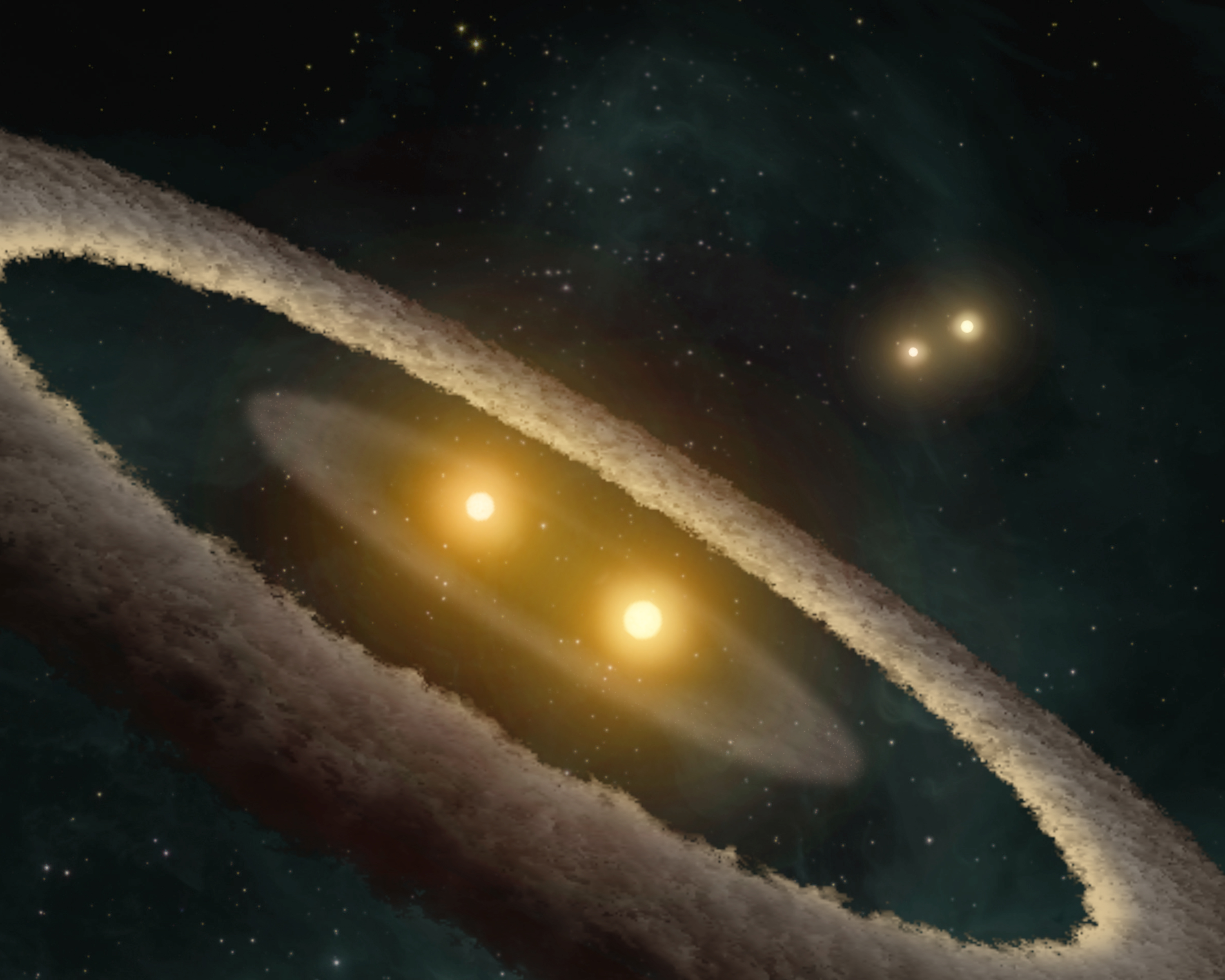
HD 98800, un sistema quadruplo visibile nella costellazione del Cratere.

### Stelle binarie
- Sirio, la stella più luminosa del cielo notturno, è un sistema binario costituito da una stella di classe A V e una nana bianca
- Procione, la principale è una stella di classe F V, e come Sirio ha una compagna nana bianca.
- Mira, il prototipo delle variabili Mira è composta da una gigante rossa e la secondaria probabilmente una nana bianca circondata da un disco di accrescimento.
- Spica, la più brillante stella della Vergine, è una binaria ellissoidale rotante, composta da due stelle azzurre.
- Epsilon Aurigae, la cui vera natura è rimasta sconosciuta per due secoli, è una binaria a eclisse, con una delle due stelle circondata da un disco opaco di polveri[32]

### Stelle triple
- α Centauri, il sistema più vicino alla Terra, è una stella tripla composta da una coppia fisica di nane gialle, α Centauri A e α Centauri B, e da una nana rossa molto più distante, Proxima Centauri[33]. L'orbita moderatamente eccentrica delle componenti A e B le porta ad avvicinarsi fino a 11 UA e ad allontanarsi fino a 36 UA. Proxima Centauri è invece distante circa 15.000 UA (quasi un quarto di anno luce) dalla coppia centrale. Sebbene tale distanza sia abbastanza piccola in rapporto alle usuali distanze interstellari, non è ancora del tutto certo che Proxima sia legata fisicamente alla coppia AB. Se lo fosse, il suo periodo orbitale sarebbe maggiore di 500.000 anni[34].

- Gliese 667 è una stella tripla composta da 2 nane arancioni e da una nana rossa; attorno a quest'ultima (Gliese 667 C) sono stati scoperti numerosi esopianeti, alcuni potenzialmente abitabili.

- HD 188753 è un sistema fisico triplo distante circa 149 anni luce dalla Terra, situato nella costellazione del Cigno. Il sistema è formato da HD 188753A, una nana gialla, HD 188753B, una nana arancione e HD 188753C, una nana rossa. La coppia BC forma un sottosistema con un periodo orbitale di 156 giorni, che orbita a sua volta intorno alla principale, A, con un periodo di 25,7 anni. Nel 2006 è stato ipotizzato che un pianeta gioviano caldo orbitasse intorno alla primaria[35], ma studi successivi non ne hanno confermato l'esistenza[36].
- Polaris o α Ursae Minoris (la stella polare) è un sistema triplo. Una delle componenti è così vicina alla principale da essere stata individuabile fino al 2006 solo mediante lo spettroscopio. Nel 2006 il telescopio spaziale Hubble è riuscito a fotografare questa componente.
- HR 3617 è una stella multipla con tre componenti, HR 3617A, HR 3617B e HR 3617C. A e B formano una binaria fisica, mentre si suppone che C sia una componente ottica.

### Stelle quadruple
- Capella, la sesta stella più luminosa del cielo, è in realtà un sistema quadruplo, composta da due stelle binarie, una formata da due giganti gialle e uno da due deboli nane rosse.
- Kepler-64 o PH1 è un sistema quadruplo composto da due binarie; attorno a una di queste è stato scoperto il primo esopianeta del progetto Planet Hunters.

### Stelle quintuple
- τ Canis Majoris è visualmente un sistema triplo, tuttavia un'analisi spettroscopica ha rivelato che la stella principale, una luminosissima e calda stella di classe O V è composta in realtà da tre diverse stelle.
- ζ Cancri

### Stelle sestuple
- Castore, la seconda stella più luminosa della costellazione dei Gemelli, è la prima stella sestupla ad essere stata scoperta. La sua multiplicità è nota almeno dal 1719, ma fu nel 1920 che Adams e Joy scoprirono una nuova componente, anch'essa binaria spettroscopica.[37]
- Mizar è certamente quadrupla, inoltre con Alcor costituisce una larga binaria visuale e Alcor è anch'essa binaria; nonostante abbiano lo stesso moto proprio nel cielo manca la certezza che siano gravitazionalmente legate, e formino così un sistema sestuplo.
- TIC 168789840 è un sistema sestuplo formato da tre coppie di stelle, tutte binarie a eclisse.[37]